# Bluewater (Califòrnia)
Bluewater és una concentració de població designada pel cens dels Estats Units a l'estat de Califòrnia. Segons el cens del 2000 tenia 265 habitants.

## Demografia
Segons el cens del 2000, Bluewater tenia 265 habitants, 158 habitatges, i 85 famílies. La densitat de població era de 112,4 habitants/km².
Dels 158 habitatges en un 5,7% hi vivien nens de menys de 18 anys, en un 48,7% hi vivien parelles casades, en un 3,8% dones solteres, i en un 45,6% no eren unitats familiars. En el 41,8% dels habitatges hi vivien persones soles el 29,1% de les quals corresponia a persones de 65 anys o més que vivien soles. El nombre mitjà de persones vivint en cada habitatge era d'1,68 i el nombre mitjà de persones que vivien en cada família era de 2,16.
Per edats la població es repartia de la següent manera: un 7,2% tenia menys de 18 anys, un 0% entre 18 i 24, un 8,7% entre 25 i 44, un 27,5% de 45 a 60 i un 56,6% 65 anys o més.
L'edat mediana era de 67 anys. Per cada 100 dones de 18 o més anys hi havia 95,2 homes.
La renda mediana per habitatge era de 18.750 $ i la renda mediana per família de 25.000 $. Els homes tenien una renda mediana de 27.083 $ mentre que les dones 17.250 $. La renda per capita de la població era de 15.142 $. Entorn del 21% de les famílies i el 18,6% de la població estaven per davall del llindar de pobresa.

## Poblacions més properes
El següent diagrama mostra les poblacions més properes.